# Eleição da cidade-sede dos Jogos Olímpicos de Inverno de 2022
Havia um total de seis propostas que foram inicialmente apresentados para os Jogos Olímpicos de Inverno de 2022. Dessas, quatro propostas foram retiradas, sendo Estocolmo. em 18 de janeiro e outras as três (Cracóvia, Oslo e Lviv) finalmente retiradas em 1 de Outubro de 2014, citando os altos custos ou a falta de apoio local para sediar os jogos, deixando Almaty, Cazaquistão e Beijing, China como as duas únicas cidades candidatas. Beijing foi eleita a cidade sede das 128ª Sessão do Comitê Olímpico Internacional em Kuala Lumpur, Malaysia em 31 de Julho de 2015